# Hilara nana
Hilara nana är en tvåvingeart som beskrevs av Oldenberg 1924. Hilara nana ingår i släktet Hilara och familjen dansflugor. Inga underarter finns listade i Catalogue of Life.